# 郑述祖
郑述祖（485年—565年），字恭文，荥阳郡开封县（今河南省开封市祥符区）人，出自荥阳郑氏北祖第六房，北魏平南将军、秘书监郑道昭第三子，北魏、东魏、北齐官员。

## 生平
郑述祖的祖父郑羲是北魏中书令，父亲郑道昭是北魏秘书监。郑述祖从小聪明机敏，擅长写文章，自我约束言行，受到先贤的称赞。郑述祖以司空行参军为起家官，历任司徒左长史、尚书、侍中、太常卿、丞相右长史。北齐天保年间，郑述祖屡次升任太子少保、左光禄大夫、仪同三司、兖州刺史。当时穆子容担任巡省使，赞叹说：“古人说：‘听说伯夷的美德，贪婪的人变的廉洁，懦夫也能立身。’如今在郑兖州身上见到了。”
当初郑述祖的父亲郑道昭担任光州刺史，在城南小山上修建斋亭，刻石为记，郑述祖当年才虚龄十一岁。等到郑述祖出任光州刺史，前往寻访遗迹，得到一块破损的石头，上有铭文：“中岳先生郑道昭之白云堂。”郑述祖对着石头伤心哭泣，悲痛之情感动了同僚。有人进入集市盗窃布匹，此人的父亲愤怒的说：“怎么忍心辜负我们的父母官？”父亲就将儿子捉拿自首，郑述祖破例宽恕了他。从此之后，光州境内没有盗贼。人们歌唱说：“大郑公，小郑公，相隔五十年，风俗教化仍然一样。”
郑述祖能弹琴，自己创作了《龙吟十弄》，说是曾经梦见有人弹琴，自己醒来后写下曲谱而得，当时人以为绝妙。郑述祖所在之处喜欢造山池，松竹交错种植，丰盛的酒食招待宾客，迎来送往毫不疲倦。郑述祖还没显贵时，在家乡单骑出行，忽然有数百骑马者见到郑述祖都下马，说：“您在这儿”，排成行列下拜。郑述祖回头询问跟随的人，都说没见到，郑述祖心中非常奇怪。不久郑述祖被征召当官，最终历任显要的官位，等到病重时，才自己说了这件事。郑述祖而且说：“我如今老了，一生富贵已经足够，把清白的名声留给子孙，死也没有遗憾。”郑述祖前后代理瀛州、殷州、冀州、沧州、赵州、定州六州刺史，正式担任怀州、兖州、光州三州刺史，又重新代理殷州、怀州、赵州三州刺史，所在都有仁政。天统元年（565年），郑述祖在赵州去世，虚岁八十一，朝廷赠予开府、中书监、北豫州刺史，谥号平简公。
郑述祖的女儿是赵郡王高叡的王妃，郑述祖经常坐着接受高叡的拜礼，郑述祖让高叡坐下，高叡才坐。郑妃去世后，高叡又娶郑道荫的女儿，高叡坐着受郑道荫的拜礼，高叡让郑道荫坐，郑道荫才敢坐。高叡对郑道荫说：“郑尚书风范德行如此，又是尊贵的老臣，您不能与他相比。”

## 门第
郑述祖与兄弟郑严祖、郑遵祖、郑顺祖、郑敬祖五人的门第都为甲门，于是号称“五祖郑氏”。郑述祖与卢渊两家并称很高的门第，直到唐朝仍有俗谚“卢阳乌，郑述祖，非斯二家，孰称门户。”

## 家庭

### 父母
- 郑道昭，北魏平南将军、秘书监
- 李长妃，出自陇西李氏仆射房，北魏司空、清渊文穆公李冲长女[12]

### 兄弟姐妹
- 郑严祖，东魏骠骑将军、鸿胪卿
- 郑敬祖，北魏著作郎
- 郑遵祖，秘书郎
- 郑顺祖，太常丞
- 郑氏，嫁东魏卫大将军、兖州刺史卢道约
- 郑氏，嫁东魏黄门郎、幽州大中正、城阳县子卢元明

### 子女
- 郑元德，北齐琅邪郡太守
- 郑武叔，隋朝下邳郡广陵郡二郡太守
- 郑氏，嫁北齐太尉、赵郡王高叡

## 延伸阅读
[在维基数据编辑]
 《北齊書·卷29》，出自李百药《北齊書》